# 4月24日
4月24日是公历一年中的第114天（闰年第115天），离全年的结束还有251天。

## 大事记

### 20世紀以前
- 前1479年：圖特摩斯三世成為埃及第十八王朝的第六任法老，不過在其統治的前22年主要後母哈特謝普蘇特掌握著埃及的實權。
- 1192年：卢沟桥建成。
- 1547年：神聖羅馬皇帝查理五世的軍隊在米爾貝格戰役中擊敗施馬爾卡爾登聯盟的軍隊。
- 1800年：美国总统约翰·亚当斯签署迁都华盛顿哥伦比亚特区的法令，并建立国会图书馆。
- 1877年：俄羅斯帝國因為一系列巴爾幹半島爭端衝突而決定向鄂圖曼帝國宣戰，俄土戰爭爆發。
- 1898年：西班牙向美国宣戰，美西战争正式爆發。

### 20世紀
- 1915年：奥斯曼帝国政府在伊斯坦堡逮捕大量亚美尼亚知识分子，亚美尼亚种族灭绝爆发。
- 1916年：在帕特里克·皮尔斯领导下，爱尔兰共和兄弟会在都柏林发动反对英国政府的复活节起义。
- 1949年：太原戰役结束，中国人民解放军占领太原。
- 1950年：外约旦改名为约旦。
- 1967年：搭载苏联宇航员弗拉基米尔·科马洛夫的联盟1号在返回地球途中发生降落伞故障，因而坠毁于西伯利亚。
- 1969年：英女皇伊丽莎白二世以香港警方平定六七暴動有功，授予香港警察隊及香港輔助警察隊皇家稱號。
- 1970年：中國第一颗人造衛星东方红一号搭乘长征一号运载火箭在酒泉卫星发射中心发射升空。
- 1973年：日本東京發生暴动。
- 1980年：中华人民共和国宣布抵制当年在莫斯科举行的1980年夏季奥林匹克运动会。
- 1981年：IBM推出首部个人电脑。
- 1981年：香港九廣鐵路（英段）（現稱港鐵東鐵綫）舊筆架山隧道關閉
- 1987年：马来西亚执政党巫统举行史上最激烈的党选，最后由首相马哈迪·莫哈末胜出。
- 1990年：美国发现号太空梭在甘迺迪太空中心发射升空，将哈伯太空望远镜送入地球轨道。
- 1992年：彭定康獲英国首相馬卓安委任為香港總督，接替衛奕信。
- 1994年：香港地鐵將軍澳綫動工。
- 1995年：马来西亚举办第9届选举。投票结果以马哈迪·莫哈末领导的国民阵线获胜，投票率68.3%。

### 21世紀
- 2003年：臺灣臺北市立和平醫院爆發SARS院內感染，臺北市政府因而下令封院。
- 2005年：本篤十六世正式登基成為第265任羅馬天主教教宗。
- 2005年：香港競賽馬匹「精英大師」創下了連勝17場的紀錄。
- 2013年：孟加拉達卡專區薩瓦烏帕齊拉的一棟大樓發生倒塌事故，造成1,134人死亡。
- 2018年：广东省英德市茶园路一家卡拉OK发生纵火案，造成18人死亡、5人受傷。[1]

## 出生
- 1562年：徐光启，明朝官员、翻译家、科学家（1633年逝世）
- 1777年：瑪麗亞·克萊曼丁娜，奥地利女大公和那不勒斯王国王妃（1801年逝世）
- 1825年：羅伯特·麥可·貝冷丁，蘇格蘭作家（1894年逝世）
- 1849年：楊深秀，清末維新派人士，戊戌六君子之一（1898年逝世）
- 1856年：菲利普·贝当，法国將領、政治人物，前任法國總理（1951年逝世）
- 1862年：牧野富太郎，日本植物學家（1957年逝世）
- 1880年：吉迪昂·森貝克，瑞典裔美國電機工程師，現代拉鏈的改進發明者並擁有專利（1954年逝世）
- 1897年：本杰明·李·沃夫，美國语言学家，语言相对论发明人（1941年逝世）
- 1917年：宋平，中国政治家，原中华人民共和国正国级领导人
- 1919年：戴維·布萊克韋爾，美國統計學家（2010年逝世）
- 1924年：艾沙道爾·辛格，美國數學家（2021年逝世）
- 1930年：李察·唐納，美國電影導演（2021年逝世）
- 1934年：莎莉·麥克琳，美國女演員
- 1936年：卡布德什·朱馬迪洛夫，哈薩克作家（2021年逝世）
- 1940年：李鵬飛，香港政界人士，自由黨首屆主席（2020年逝世）
- 1943年：柯蒂斯·埃貝斯邁爾，美國海洋學家
- 1942年：芭芭拉·史翠珊，美国歌手
- 1942年：喬治·韋拉，馬爾他政治人物，現任馬爾他總統
- 1945年：拉里·泰斯勒，美國計算機科學家（2020年逝世）
- 1946年：秦漢，台灣男演員
- 1949年：茜蒂扎哈拉蘇萊曼，馬來西亞政治人物（2024年逝世）
- 1949年：林百里，臺灣企業家，廣達集團創辦人兼總裁
- 1951年：瑪莎·P·海恩斯，美國天文學家
- 1952年：維亞切斯拉夫·丘卡諾夫，俄羅斯男子馬術運動員
- 1956年：阿巴迪拉曼·穆罕默德·阿卜杜拉希，索馬利蘭政治人物，現任索馬利蘭總統
- 1960年：菊池正美，日本男性聲優
- 1962年：馬兰，黃梅戏表演藝术家
- 1963年：夏洛特·薩爾維，萬那杜政治人物，現任萬那杜總理
- 1964年：蔡閨，台灣女藝人
- 1964年：杰曼·翰苏，貝南裔美國男演員、模特兒
- 1967年：梁思浩，香港主持人
- 1968年：荻野周史，日本病理學家
- 1968年：埃丹·吉倫，愛爾蘭演員
- 1968年：哈希姆·萨奇，科索沃政治人物，第5任科索沃總統
- 1969年：劉雅麗，香港女藝人
- 1969年：羅伊·麥克凱恩，蘇格蘭演員
- 1971年：于月仙，中國演員（2021年逝世）
- 1971年：趙普，中國電視節目主持人
- 1973年：戴蒙·林道夫，美國編劇、漫畫作家、製片人
- 1974年：埃里克·克里普基，美國編劇、製片人、導演
- 1975年：東麻由美，日本漫畫家
- 1975年：苏菲·格雷戈瓦·杜魯多，加拿大總理夫人、主持人
- 1976年：史蒂夫·芬南，愛爾蘭足球運動員
- 1976年：陳克勤，香港立法會議員
- 1977年：丽贝卡·马德尔，英國演員
- 1977年：艾瑞克·貝福，美國演員
- 1978年：金賢珠，韓國女星
- 1980年：奧斯汀·尼可斯，美國演員
- 1981年：周小平，中國网络作家
- 1981年：陳振興，香港自行車運動員
- 1981年：藤原祐規，日本男性聲優
- 1981年：崔貞媛，韓國女演員
- 1982年：陳偉豪，香港足球運動員
- 1982年：凱莉·克萊森，美國歌手
- 1982年：瑪麗亞·科列斯尼科娃，白俄羅斯音樂家、政治人物
- 1983年：伊曼·賓特·侯賽因，約旦公主
- 1984年：塗黎曼，中國女演員
- 1985年：名塚佳織，日本女性聲優
- 1986年：陸虎，中國男歌手
- 1987年：瓦倫·達瓦，印度男演員
- 1988年：陳俞希，香港女演員
- 1988年：埃馬紐埃爾·勒貝松，法國男子乒乓球運動員
- 1988年：艾達瑪·古拿，布吉納法索職業足球運動員
- 1989年：陳美茵，香港無線電視主播
- 1989年：舞思愛，台灣女歌手
- 1990年：金泰梨，韓國女演員
- 1991年：黄路梓茵，台灣女歌手、主持人
- 1991年：谷田部透湖，日本動畫師、角色設計師
- 1991年：賈媛，韓國女演員
- 1991年：西格莉德·雅格倫，法國女模特
- 1992年：傑克·奎德，美國男演員
- 1994年：曹佑寧，台灣男演員
- 1994年：宮澤冰魚，日本男演員、模特兒
- 1995年：趙荣旻，韓國男子偶像團體BOYFRIEND成員
- 1995年：趙光旻，韓國男子偶像團體BOYFRIEND成員
- 1996年：真野步，日本女性聲優
- 1996年：阿什莉·巴蒂，澳洲職業網球女運動員
- 1999年：河北彩伽，日本AV女優
- 2001年：趙讓，中國男子偶像團體R1SE成員
- 2007年：埃斯特瓦奧·威廉，巴西職業足球運動員

## 逝世
- 624年：梅利多，坎特伯雷大主教（生年不詳）
- 1731年：丹尼爾·笛福，英國小說家、新聞記者（1660年出生）
- 1736年：歐根親王，神聖羅馬帝國元帥（1663年出生）
- 1891年：赫尔穆特·冯·毛奇，德國軍事家（1800年出生）
- 1919年：詹天佑，中國鐵路工程师（1861年出生）
- 1930年：亨利·杜德耐，英國作家和數學家（1857年出生）
- 1941年：谢晋元，中華民國國民革命軍軍官，在上海公共租界被部下刺杀身亡（1905年出生）
- 1942年：露西·蒙哥馬利，加拿大作家，《清秀佳人》作者（1874年出生）
- 1947年：薇拉·凯瑟，美國女作家，以《One of Ours》一書獲得1923年普利策奖（1873年出生）
- 1947年：黃媽典，臺灣醫師、政治人物，二二八事件受難者。（1893年出生）
- 1955年：劉桂康，香港演员（1918年出生）
- 1960年：马克斯·冯·劳厄，德国物理学家（1879年出生）
- 1964年：格哈德·多馬克，德國病理學家、細菌學家，1939年諾貝爾生理學或醫學獎得主（1895年出生）
- 1967年：弗拉基米尔·米哈伊洛维奇·科马洛夫，苏联宇航员，史上第一位因载人太空船罹难的宇航员（1927年出生）
- 1979年：布萊爾·皮奇，紐西蘭教師（1946年出生）
- 1986年：華麗絲·辛普森，英國國王愛德華八世女友，溫莎公爵夫人（1896年出生）
- 1990年：維陶塔斯·阿蘭塔斯，立陶宛作家、記者、政治思想家（1902年出生）
- 2000年：馮公夏，香港商人和佛教界人物（1903年出生）
- 2004年：雅詩·蘭黛，美國企业家，雅詩蘭黛創辦人（1908年出生）
- 2004年：张岱年，中國著名哲学家、哲学史家、国学大师（1909年出生）
- 2005年：費孝通，中國社會學學家（1910年出生）
- 2005年：埃泽尔·魏茨曼，以色列政治人物，第7任以色列總統（1924年出生）
- 2011年：實諦·賽·巴巴，印度教上師與精神領袖、慈善活動家、教育家（1926年出生）
- 2014年：阿圖羅·里卡沓，曾是全世界最長壽在世男性。（1902年出生）
- 2021年：菊池俊輔，為影視作品配樂的日本作曲家。（1931年出生）
- 2022年：，美國政治人物，曾任聯邦參議員。（1934年出生）

## 节假日和习俗
- 世界實驗動物日（英语：World Day for Laboratory Animals）
- 中国：航天日
- 亞美尼亞：大屠殺紀念日